# Прапор Коморських Островів
Прапор Коморських Островів — один з офіційних символів держави Коморські Острови.
Був прийнятий у січні 2002 року. Попереднім прапором був півмісяць на зеленому фоні (до 2002 Ісламська Федеративна Республіка Коморських Островів). На новому прапорі півмісяць збережений, але поміщений в зелений трикутник.
Крім того були додані чотири смуги, які символізують чотири острови держави: жовтий символізує Могелі, білий символізує Майот (що належить Коморам, але керований із Франції), червоний символізує Анжуан і синій символізує Великий острів Коморський. Чотири зірки поряд з напівмісяцем також символізують острови. Півмісяць символізує іслам — головну релігію Коморських Островів.